# Lacerta strigata
Lacerta strigata este o specie de șopârle din genul Lacerta, familia Lacertidae, ordinul Squamata, descrisă de Eichwald 1831. A fost clasificată de IUCN ca specie cu risc scăzut. Conform Catalogue of Life specia Lacerta strigata nu are subspecii cunoscute.